# Junkers J1
O Junkers J1 foi o primeiro avião produzido por Hugo Junkers no ano de 1915.
Mais tarde, Hugo fundaria a Junkers, uma das maiores fabricantes de aviões da Segunda Guerra Mundial.
O Junkers J1 provavelmente não voou novamente após janeiro de 1916. No entanto, ele sobreviveu a Primeira Guerra Mundial, e foi colocado em exposição em um museu da aviação em Berlim. Infelizmente, ele encontrou o seu fim durante um dos primeiros bombardeios da Força Aérea Real em Berlim, durante a Segunda Guerra Mundial.
Rumores de ter existido um modelo de exibição em escala do J1, feito de metal, que supostamente tinha sido construído pelos trabalhadores da fábrica da Junkers durante os anos seguintes de seus voos iniciais, e o expôs no Instituto Franklin, na Filadélfia, Pensilvânia, após o encerramento da Primeira Guerra Mundial, mas não há informações sobre o eventual destino deste modelo.